# David Poisson
Pour les articles homonymes, voir Poisson (homonymie).
David Poisson, né le 31 mars 1982 à Annecy en France et mort le 13 novembre 2017 à Nakiska au Canada, est un skieur alpin français actif de 1997 à 2017.
Au cours de sa carrière, il remporte notamment une médaille de bronze aux Championnats du monde 2013 à Schladming dans l'épreuve de la descente aux côtés d'Aksel Lund Svindal et Dominik Paris, devenant le premier Français à monter sur le podium dans cette discipline depuis la médaille de bronze de Luc Alphand lors des Mondiaux 1996.
Souvent arrêté par des chutes et des blessures au cours de sa carrière, David Poisson obtient son premier podium à 30 ans, à l'occasion des Championnats du monde de 2013, toutefois il a accumulé de nombreuses performances en Coupe du monde dont une 4e place lors de la descente de Bormio en décembre 2009 et de Kitzbühel en janvier 2013, et son podium à l'arrivée de la descente de Santa Caterina deux ans plus tard. 
Il se tue à l'entraînement, sur le bas de la piste de descente à Nakiska, où l'équipe de France de vitesse est en préparation, perdant un ski à 100 km/h et chutant avant de traverser les filets de protection et de percuter un arbre.

## Carrière
David Poisson est originaire du club de Peisey-Vallandry en Savoie. Il est sélectionné en 2001 aux Championnats du monde junior à Verbier dans les épreuves de super G (10e) et de descente (11e) aux côtés de Johan Clarey et Gauthier de Tessières, et de nouveau en 2002 avec pour meilleur résultat une 7e place en super G.
Après de bonnes performances en Coupe d'Europe, antichambre de la Coupe du monde, lors de la saison 2003-2004, il participe à sa première épreuve de coupe du monde en février 2004, à Sankt Anton, avec une 29e place aux côtés d'Antoine Dénériaz, Yannick Bertrand, Pierre-Emmanuel Dalcin ou Johan Clarey. La saison 2005, il entre dans le groupe de l'équipe de France en Coupe du monde où malgré des performances modestes, il est retenu pour disputer ses premiers Championnats du monde à Bormio. Il y est le meilleur Français en super G et descente avec deux 9e places.
À l'automne 2005, il se blesse grièvement à l'entraînement à son genou, le contraignant à une opération et l'écartant des pistes toute la saison 2006 où sont programmés les Jeux olympiques de Turin. Après une saison blanche, il effectue son retour en Coupe du monde pour la saison 2006-2007 retrouvant de gros dossards puis de retrouver finalement la Coupe d'Europe, il n'est pas sélectionné aux Championnats du monde 2007.
Lors de la saison 2008, il parvient à rentrer régulièrement dans les points en Coupe du monde en deuxième partie de saison avec notamment une 10e place à Kvitfjell en descente. La saison 2009 est sur le même registre avec pour meilleur résultat une 9e place sur la Streif de Kitzbühel lui permettant de prendre part aux Championnats du monde de Val d'Isère. Toutefois une 34e place l'attend en super G après une chute en haut du parcours, et un abandon en descente lui donne des regrets.
Lors de la saison 2010 où celle-ci est axée sur les Jeux olympiques de Vancouver. L'équipe de France de vitesse est désormais sous les ordres du Suisse Patrice Morisod David Poisson est satisfait de son début de saison avec une 8e place à Beaver Creek puis est tout proche de son premier podium avec une 4e place à Bormio intercalé entre Michael Walchhofer et Didier Cuche, ratant le podium pour vingt centièmes de secondes. Qualifié pour les Jeux olympiques en super G et descente, il nourrit des ambitions. Héritant du dossard 3 en descente, il y est le meilleur Français avec une 7e place, il y déclare « J'ai commis une erreur et cela fait que j'ai manqué de vitesse sur la partie médiane. Je termine à 5/10 du premier, je suis content de ma place mais aux jeux Olympiques il faut être devant. D'un point de vue ski, je pense que j'étais dans le juste », il s'agit par ailleurs de la meilleure performance d'un Français en ski alpin lors de ces Jeux. En super G, il abandonne. Après ces JO, Poisson repart en Coupe du monde mais souffre notamment de son dos, et particulièrement de ses lombaires, au point de réclamer une chaise après la descente de Kvitfjell en mars 2010 et étant dans l'incapacité de se relever seul. Ses soucis de dos le poursuivent désormais. 
Lors de la saison 2011, il est cité comme fer de lance de cette équipe de France de vitesse avec Adrien Théaux et Johan Clarey depuis la retraite de Pierre-Emmanuel Dalcin. Toutefois, il passe à côté de sa saison. Il effectue par ailleurs une spectaculaire chute à Val Gardena dans un saut où il souffre d'une entorse du genou qui handicape toute sa saison, alors que ses coéquipiers ont tous réalisé des top 10. En conséquence, il n'est pas retenu pour les Championnats du monde 2011 de Garmisch-Partenkirchen, où Adrien Théaux, Thomas Frey, Yannick Bertrand et Alexis Pinturault sont retenus en super G, et Guillermo Fayed, Yannick Bertrand et Adrien Théaux en descente. 

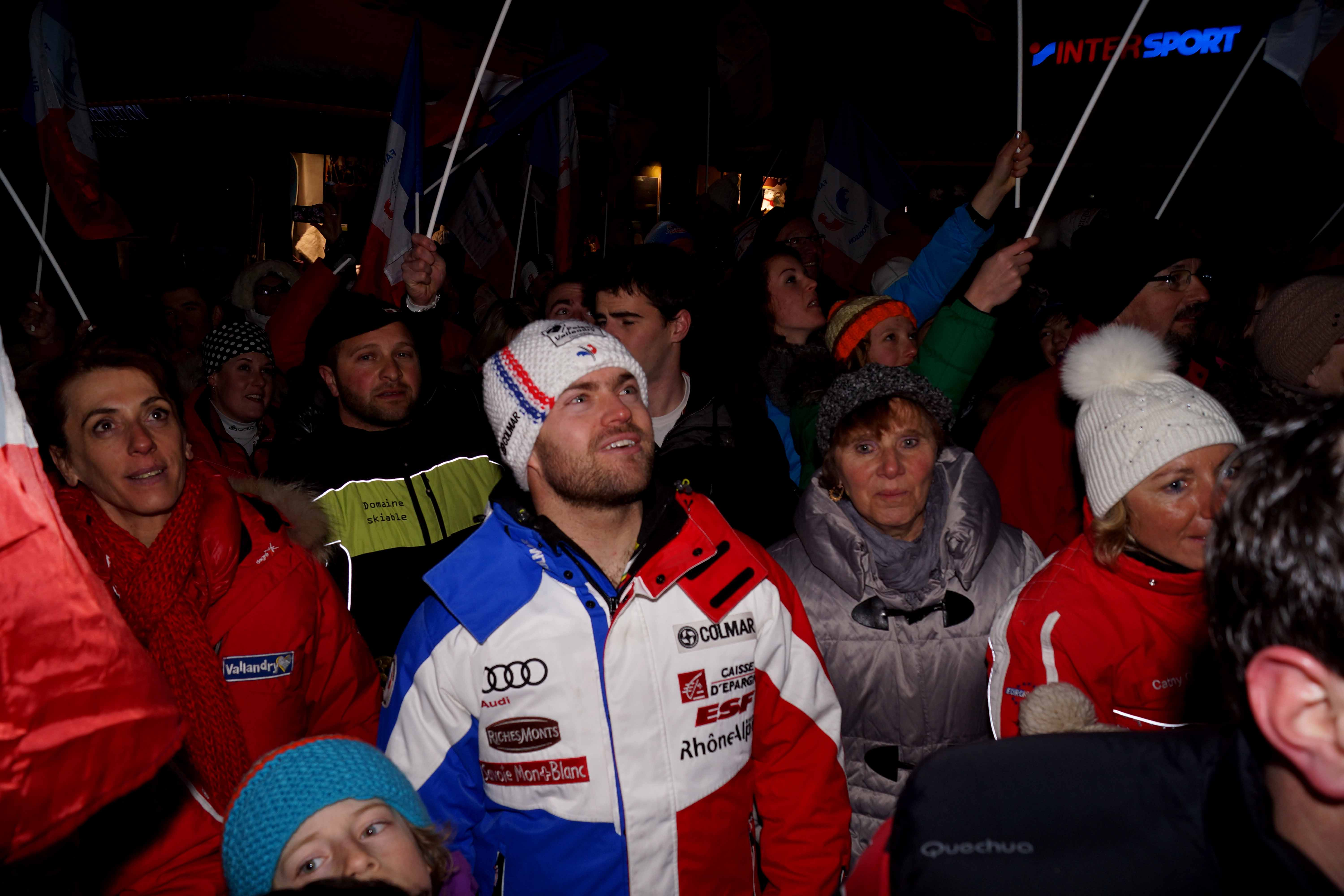
David Poisson au milieu de son fan club lors de son retour à Peisey-Vallandry après sa troisième place en descente aux mondiaux de ski alpin 2013.

Sa saison 2012 est assez médiocre, ce n'est qu'en toute fin de saison qu'il réalise sa performance avec une 6e place en descente à Kvitfjell.
En 2013, il monte en puissance durant le mois de janvier. Dossard no 1 à Wengen, il termine à la 9e place derrière Johan Clarey et Adrien Théaux, puis rate de vingt-quatre centièmes de seconde le podium sur la célèbre piste de Kitzbühel (la Streif), derrière Dominik Paris, Erik Guay et Hannes Reichelt. il y déclare « C’est de bon augure pour les Mondiaux, ça fait du bien. ». Qualifié uniquement en descente pour les championnats du monde de Schladming, David Poisson, considéré comme casse-cou assagi et travailleur impénitent, apporte à la France sa deuxième médaille après l'argent de Gauthier de Tessières en super G. Le 9 février, sur la piste de la Planai, dossard no 13, il prend la tête de l'épreuve après son passage, devant le champion olympique en titre Didier Défago. Finalement, seul le champion du monde 2007 Aksel Lund Svindal qui s'impose, et le leader de la Coupe du monde de descente Dominik Paris se montrent plus rapides que lui, devant près de 40 000 spectateurs. Il termine par ailleurs devant l'Autrichien Klaus Kröll, 4e. David Poisson devient à cette occasion le premier Français depuis Luc Alphand en 1996 à remporter une médaille en descente aux Championnats du monde. C'est le premier podium de sa carrière.
Il obtient enfin son unique podium en Coupe du monde le 29 janvier 2015 à Santa Caterina (Italie), troisième à l'arrivée de la descente remportée par son coéquipier Adrien Théaux. 

### Décès
Le 13 novembre 2017, la Fédération française de ski annonce son décès accidentel à l'âge de 35 ans, à la suite d'une chute lors d'un entraînement dans la station canadienne de Nakiska. Le lendemain, les secours canadiens annoncent qu'il a effectué une lourde chute en bas du parcours, sur une compression, en perdant un ski. Il a alors traversé les filets de sécurité et percuté un arbre, se tuant sur le coup.

## Palmarès

### Jeux olympiques d'hiver
| Épreuve / Édition | Descente | Super G | Géant | Slalom | Combiné |
| ----------------- | -------- | ------- | ----- | ------ | ------- |
| JO 2010 Vancouver | 7e       | Abandon | -     | -      | -       |
| JO 2014 Sotchi    | 16e      | 17e     | -     | -      | -       |

### Championnats du monde
| Épreuve / Édition          | Descente | Super G | Géant | Slalom | Combiné |
| -------------------------- | -------- | ------- | ----- | ------ | ------- |
| Mondiaux 2005 Bormio       | 9e       | 9e      | -     | -      | -       |
| Mondiaux 2009 Val d'Isère  | Abandon  | 34e     | -     | -      | -       |
| Mondiaux 2013 Schladming   | Bronze   | -       | -     | -      | -       |
| Mondiaux 2015 Beaver Creek | 14e      | -       | -     | -      | -       |

### Coupe du monde
- Meilleur classement général final : 50e en 2013.
- 1 podium.

#### Classements par épreuve en Coupe du monde
Le meilleur rang de David Poisson au classement général de la Coupe du monde est une 50e place en 2013.
| Saison / Épreuve | Saison / Épreuve | Général | Général | Descente | Descente | Super G | Super G | Géant  | Géant  | Slalom | Slalom | Combiné | Combiné |
| ---------------- | ---------------- | ------- | ------- | -------- | -------- | ------- | ------- | ------ | ------ | ------ | ------ | ------- | ------- |
| Saison / Épreuve | Saison / Épreuve | Class.  | Points  | Class.   | Points   | Class.  | Points  | Class. | Points | Class. | Points | Class.  | Points  |
| 2004             | 2004             | 140e    | 2       | 54e      | 2        | -       | -       | -      | -      | -      | -      | -       | -       |
| 2005             | 2005             | 98e     | 35      | 41e      | 22       | 38e     | 13      | -      | -      | -      | -      | -       | -       |
| 2007             | 2007             | 143e    | 3       | 56e      | 2        | -       | -       | -      | -      | -      | -      | 51e     | 1       |
| 2008             | 2008             | 72e     | 96      | 24e      | 85       | 38e     | 11      | -      | -      | -      | -      | -       | -       |
| 2009             | 2009             | 74e     | 81      | 24e      | 81       | -       | -       | -      | -      | -      | -      | -       | -       |
| 2010             | 2010             | 66e     | 100     | 20e      | 100      | -       | -       | -      | -      | -      | -      | -       | -       |
| 2011             | 2011             | 147e    | 10      | 51e      | 10       | -       | -       | -      | -      | -      | -      | -       | -       |
| 2012             | 2012             | 75e     | 85      | 27e      | 85       | -       | -       | -      | -      | -      | -      | -       | -       |
| 2013             | 2013             | 50e     | 149     | 15e      | 128      | 32e     | 21      | -      | -      | -      | -      | -       | -       |
| 2014             | 2014             | 82e     | 56      | 31e      | 53       | 51e     | 3       | -      | -      | -      | -      | -       | -       |
| 2015             | 2015             | 76e     | 78      | 26e      | 78       | -       | -       | -      | -      | -      | -      | -       | -       |
| 2016             | 2016             | 56e     | 173     | 19e      | 173      | -       | -       | -      | -      | -      | -      | -       | -       |
| 2017             | 2017             | 107e    | 38      | 38e      | 22       | 47e     | 8       | -      | -      | -      | -      | -       | -       |

#### Performances générales
David Poisson a pris plus de 146 départs en Coupe du monde, la plupart en descente. Il est monté sur le podium une seule fois, à Santa Caterina en décembre 2015. Il compte aussi deux quatrièmes places, obtenues à Bormio en 2009 et à Kitzbühel en 2013, pour un total de 11 top 10.
| Résultat  | Descente | Super-G | Slalom géant | Combiné | Slalom | Total |
| --------- | -------- | ------- | ------------ | ------- | ------ | ----- |
| 1re place | -        | -       | -            | -       | -      | 0     |
| 2e place  | -        | -       | -            | -       | -      | 0     |
| 3e place  | 1        | -       | -            | -       | –      | 1     |
| Top 10    | 11       | -       | -            | -       | -      | 11    |
| Top 30    | 52       | 8       | -            | 1       | -      | 61    |

Mis à jour le 13 novembre 2017

### Championnats du monde juniors
David Poisson a participé à deux éditions des Championnats du monde juniors. Son meilleur résultat est une 7e place dans le super-G disputé sur la piste de Tarvisio en 2002.
| Épreuve / Édition                              | Descente | Super-G | Slalom géant | Slalom | Combiné |
| ---------------------------------------------- | -------- | ------- | ------------ | ------ | ------- |
| Mondiaux 2001 Verbier                          | 11e      | 10e     | -            | -      | -       |
| Mondiaux 2002 Tarvisio/Sella Nevea/Ravascletto | 16e      | 7e      | -            | 36e    | 15e     |

### Championnats de France

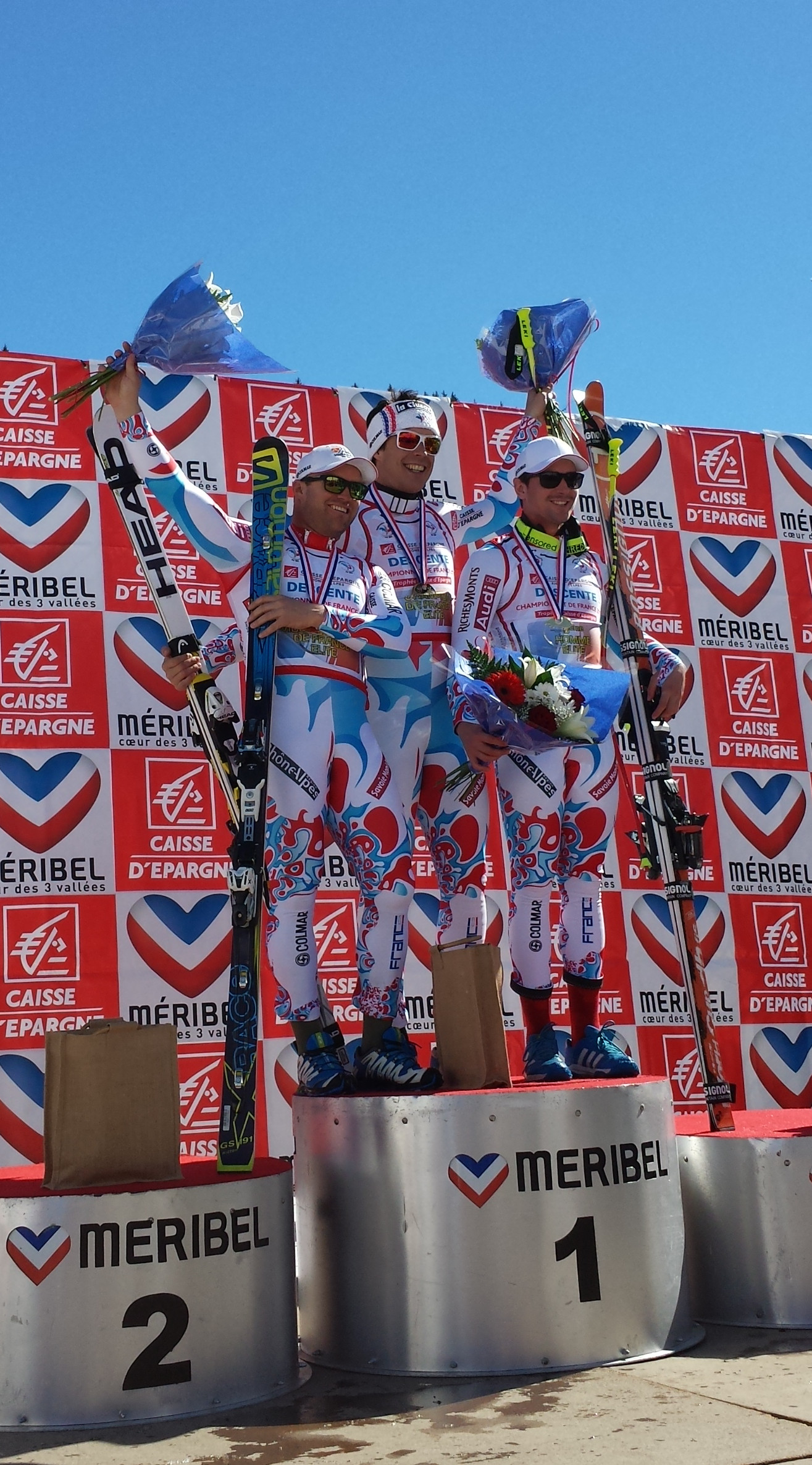
Podium du Championnats de France de Descente en 2014 à Méribel : David Poisson (à gauche) avec Johan Clarey et Maxence Muzaton

David Poisson a remporté deux titres de champion de France du super-G, en 2005 et 2008. Il est également monté à deux reprises sur le podium en descente, en 2008 (3e) et 2014 (2e).
| Épreuve / Édition                        | Descente           | Super-G       | Slalom géant | Slalom | Super combiné |
| ---------------------------------------- | ------------------ | ------------- | ------------ | ------ | ------------- |
| Championnats 1999 Tignes/La Clusaz       | 48e                | 46e           | 26e          | —      | —             |
| Championnats 2000 Valloire/L'Alpe d'Huez | 24e                | 41e           | —            | —      | —             |
| Championnats 2002 Val-d'Isère/Megève     | 18e                | 35e           | 42e          | —      | —             |
| Championnats 2003 Les Menuires           | 27e                | 20e           | Abandon      | —      | —             |
| Championnats 2004 Les Carroz/Flaine      | 6e                 | 5e            | 8e           | —      | —             |
| Championnats 2005 L'Alpe d'Huez          | 6e                 | Médaille d'or | 10e          | 30e    | —             |
| Championnats 2007 Val-d'Isère/Val Cenis  | Abandon            | Abandon       | 27e          | —      | Abandon       |
| Championnats 2008 Auron                  | Médaille de bronze | Médaille d'or | 35e          | —      | Abandon       |
| Championnats 2009 Lélex-Crozet           | 5e                 | 15e           | 36e          | —      | Abandon       |
| Championnats 2010 Les Menuires           | 6e                 | 10e           | 11e          | —      | Abandon       |
| Championnats 2013 Peyragudes             | 6e                 | 4e            | —            | —      | —             |
| Championnats 2014 Méribel                | Médaille d'argent  | 6e            | —            | —      | Abandon       |
| Championnats 2015 Les Menuires           | -                  | 14e           | —            | —      | —             |
| Championnats 2016 Les Menuires           | 4e                 | 18e           | —            | —      | Abandon       |
| Championnats 2017 Val Thorens            | —                  | 8e            | —            | —      | —             |